# 松山駐屯地
松山駐屯地（まつやまちゅうとんち、JGSDF Camp Matuyama）は、愛媛県松山市南梅本町乙115に所在し、中部方面特科連隊第4特科大隊等が駐屯する陸上自衛隊の駐屯地である。

## 概要
1950年（昭和25年）12月に三津浜町（現・松山市須賀町）の旧愛媛師範学校女子部跡（現在の松山西警察署）に警察予備隊松山訓練所が開設されたのが始まりである。
1955年（昭和30年）10月に三津浜の松山駐屯地は老朽化に加え手狭となったため廃止され、旧陸軍歩兵22連隊の演習場があった小野村（現・松山市南梅本町）に小野駐屯地が新設された。また、1967年（昭和42年）の松山市との合併により松山駐屯地と改称され、幾多の改編移駐を経て今に至る。
駐屯地司令は、中部方面特科連隊第4特科大隊長が兼務。最寄の演習場は、小野演習場で松山駐屯地業務隊が管理する。ほかに、小野訓練場が駐屯地入口付近にある。

## 沿革
警察予備隊松山駐屯地　
- 1950年（昭和25年）12月8日：警察予備隊の松山駐屯地として創設し、松山訓練所が開設[1]。
- 1951年（昭和26年）5月1日：第9連隊第3大隊が編成[1]。

陸上自衛隊松山駐屯地（旧）
- 1954年（昭和29年）
  - 7月1日：陸上自衛隊へ移管[2]。第9連隊第3大隊が第9普通科連隊第3大隊に改称。
  - 9月13日：

  1. 第9普通科連隊第3大隊が旭川駐屯地へ移駐。
  2. 第15普通科連隊第3大隊が編成[1]。
- 1955年（昭和30年）10月20日：旧松山駐屯地が廃止。

陸上自衛隊小野駐屯地
- 1955年（昭和30年）10月21日：小野駐屯地[3]が開設され、第15普通科連隊第3大隊が旧松山駐屯地から移駐。
- 1960年（昭和35年）3月28日：第320地区施設隊が新編[1]。
- 1961年（昭和36年）
  - 12月16日：第15普通科連隊第3大隊が善通寺駐屯地へ移駐[1]。
  - 12月20日：第108教育大隊が信太山駐屯地から移駐[1]。

陸上自衛隊松山駐屯地
- 1967年（昭和42年）3月1日：1961年（昭和36年）の松山市と小野村の合併に伴い、小野駐屯地が松山駐屯地に改称[1][4]。
- 1969年（昭和44年）
  - 7月31日：第108教育大隊が廃止[1]。
  - 8月1日：第4陸曹教育隊が信太山駐屯地から移駐[1]。
- 1990年（平成02年）3月25日：第320地区施設隊が廃止[1]。
- 1994年（平成06年）
  - 3月23日：第4陸曹教育隊が大久保駐屯地へ移駐[1]。
  - 3月29日：第2混成団特科大隊が日本原駐屯地から移駐[1]。
- 2003年（平成15年）3月14日：陸上自衛隊松山自動車教習所が廃止[1]。
- 2006年（平成18年）3月27日：第2混成団の第14旅団への改編に伴い部隊の新・改編。

1. 第14特科隊を第2混成団特科大隊を母体として新編。
2. 第14高射特科中隊を第2混成団特科大隊高射中隊を改編して新編。
3. 第14後方支援隊第2整備中隊特科直接支援小隊（第14特科隊を支援）を新編。
4. 第14後方支援隊第2整備中隊高射直接支援小隊（第14高射特科中隊を支援）を新編[1]。

- 2012年（平成24年）3月26日：第323基地通信中隊（善通寺駐屯地）の松山派遣隊を新編。
- 2015年（平成27年）3月26日：中部方面会計隊の改編に伴い、第358会計隊が廃止され、第348会計隊松山派遣隊が配置。
- 2017年（平成29年）8月12日：北朝鮮の弾道ミサイル発射予告に伴い、迎撃用パトリオットミサイルPAC3が初展開する。
- 2018年（平成30年）
  - 2月8日：第110教育大隊が善通寺駐屯地から移駐[5]。
  - 3月26日：第14特科隊、第14高射特科中隊、第14後方支援隊第2整備中隊特科直接支援小隊を廃止。
  - 3月27日：第14旅団の機動旅団化に伴い部隊の新・改編[6]

  1. 中部方面特科隊が第14特科隊を改編して新編（平素第14旅団に隷属）。
  2. 第14高射特科隊が第14高射特科中隊を改編して新編。
  3. 中部方面後方支援隊第301特科直接支援隊（中部方面特科隊を支援）が第14後方支援隊第2整備中隊特科直接支援小隊を改編して新編（平素第14旅団に隷属）。
- 2021年（令和03年）3月18日：第348会計隊松山派遣隊を改編し、第358会計隊を再編[7]。
- 2024年（令和06年）3月21日：部隊改編。

1. 中部方面特科隊を改編し、中部方面特科連隊第4特科大隊を新編[8]。第4特科大隊長が駐屯地司令を兼補。
2. 中部方面特科連隊情報中隊第4情報小隊を配置。
3. 中部方面後方支援隊第301特科直接支援隊を改編し、第308特科直接支援中隊第4特科直接支援小隊（中部方面特科連隊第4特科大隊を支援）を新編。

## 駐屯部隊

### 中部方面隊隷下部隊
- 中部方面特科連隊
  - 第4特科大隊
  - 情報中隊
    - 第4情報小隊
- 第14旅団
  - 第14高射特科隊
  - 第14後方支援隊
    - 第2整備中隊
      - 高射直接支援小隊：第14高射特科中隊を支援
- 中部方面混成団
  - 第110教育大隊
- 中部方面後方支援隊
  - 第308特科直接支援中隊
    - 第4特科直接支援小隊：中部方面特科連隊第4特科大隊等を支援
- 中部方面会計隊
  - 第358会計隊
- 中部方面システム通信群
  - 第104基地システム通信大隊
    - 第323基地通信中隊
      - 松山派遣隊
- 松山駐屯地業務隊

### 防衛大臣直轄部隊
- 中部方面警務隊
  - 第133地区警務隊
    - 松山派遣隊

## 駐屯地司令
| 官職                                        | 階級    | 氏名     | 補職発令日     | 前職                 | 出典  |
| ------------------------------------------- | ------- | -------- | -------------- | -------------------- | ----- |
| 中部方面特科連隊第4大隊長 兼 松山駐屯地司令 | 2等陸佐 | 谷川維孝 | 2024年03月21日 | 中部方面特科隊副隊長 | [ 9 ] |

## 駐屯していた部隊（移駐、廃止、改編）
陸上自衛隊松山駐屯地（旧）
- 第9連隊第3大隊：1951年（昭和26年）5月1日（編成）から1954年（昭和29年）9月13日（旭川駐屯地へ移駐）の間。
- 第15普通科連隊第3大隊：1954年（昭和29年）9月13日（編成）から1955年（昭和30年）10月20日（小野駐屯地へ移駐）の間。

陸上自衛隊小野駐屯地
- 第15普通科連隊第3大隊：1955年（昭和30年）10月21日（旧松山駐屯地から移駐）から1961年（昭和36年）12月16日（善通寺駐屯地へ移駐）の間。

陸上自衛隊松山駐屯地
- 第108教育大隊「108教」：1961年（昭和36年）12月20日（信太山駐屯地から移駐）から1969年（昭和44年）7月31日（廃止）の間。
- 第320地区施設隊「320地施」：1960年（昭和35年）3月28日（新編）から1990年（平成2年）3月25日（廃止）の間。

- 第4陸曹教育隊「4曹教」：1969年（昭和44年）8月1日（信太山駐屯地から移駐）から1994年（平成6年）3月23日（大久保駐屯地へ移駐）の間。
- 第2混成団特科大隊「2混特」：1994年（平成06年）3月29日（日本原駐屯地から移駐）から2006年（平成18年）3月26日の間。第14特科隊に改編。
- 第14特科隊「14特」：2006年（平成18年）3月27日から2018年（平成30年）3月26日の間。中部方面特科隊に改編。
- 第14高射特科中隊「14高特」：2006年（平成18年）3月27日（新編）から2018年（平成30年）3月26日の間。第14高射特科隊に改編。
- 第14後方支援隊第2整備中隊特科直接支援小隊「14後支-2」：2006年（平成18年）3月27日（新編）から2018年（平成30年）3月26日の間。第301特科直接支援隊に改編。
- 中部方面特科隊「中方特」：2018年（平成30年）3月27日から2024年（令和6年）3月20日廃止の間。中部方面特科連隊第4特科大隊に改編。
- 中部方面後方支援隊第301特科直接支援隊「301特直支」：2018年（平成30年）3月27日から2024年（令和6年）3月20日廃止の間。第308特科直接支援中隊第4特科直接支援小隊に改編。

## 最寄の幹線交通
- 高速道路
  - 松山自動車道川内IC/BS
  - 松山自動車道東温SIC
- 一般道
  - 国道11号
  - 国道33号
  - 国道56号
  - 国道379号
  - 国道440号
  - 国道494号
  - 愛媛県道23号伊予川内線

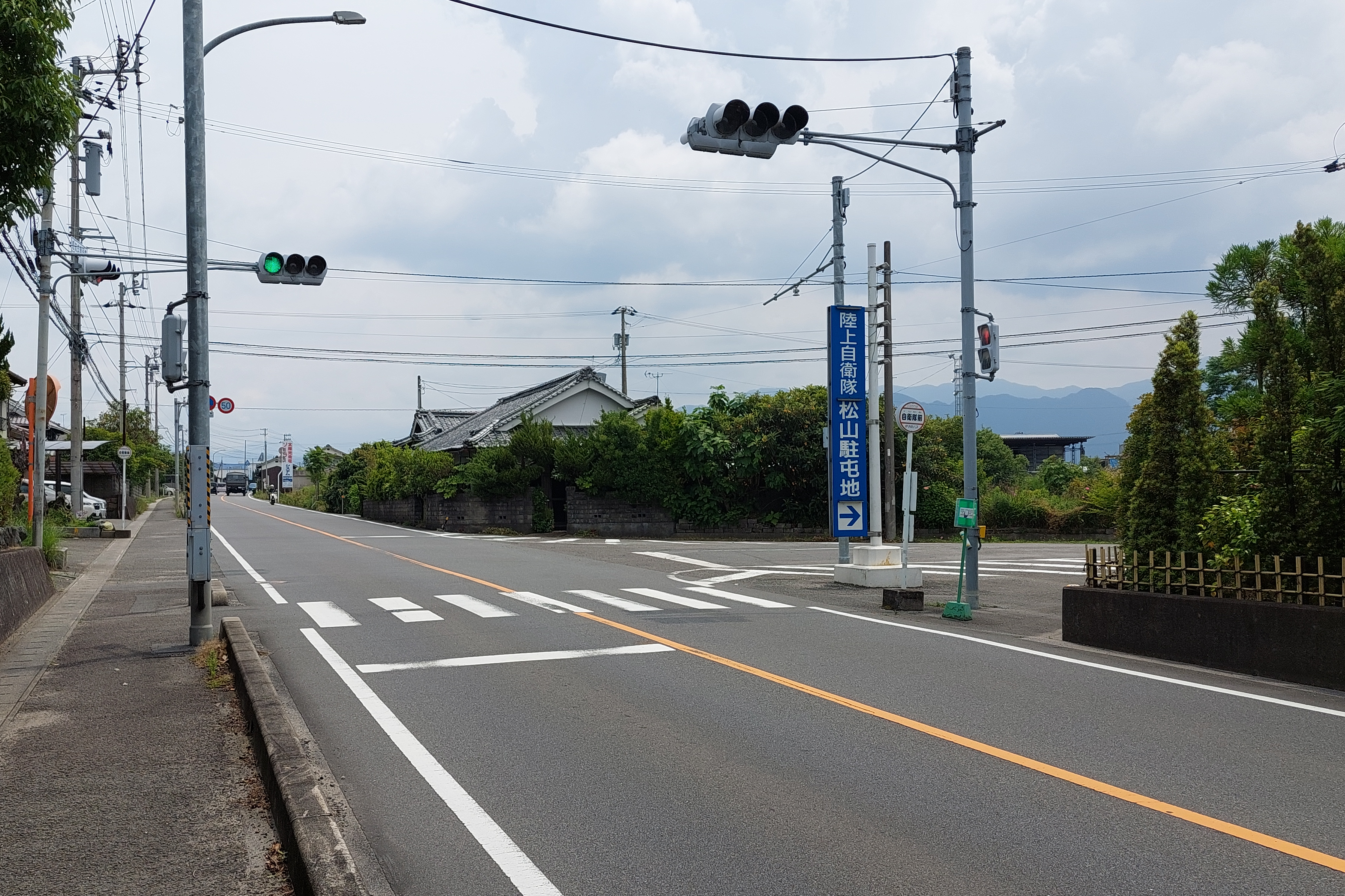
駐屯地入口

  - 愛媛県道334号松山川内線（旧国道11号）
- 鉄道
  - 伊予鉄道横河原線牛渕団地前駅
- 港湾
  - 松山港
  - 今治港
  - 東予港
  - 新居浜港（重要港湾）
- 飛行場
  - 松山空港（国管理空港）

## 重要施設
- 伊方発電所（出力202.2万kW。PWR）（西宇和郡伊方町）
- 西条発電所（出力40.6万kW。石炭）（西条市）
- 新居浜西火力発電所（出力15.0万kW。石炭）（新居浜市）
- 川内変電所（超高圧変電所）（東温市）
- 東予変電所（超高圧変電所）（四国中央市）
- 松山変電所（一次変電所）（松山市）
- 大洲変電所（一次変電所）（大洲市）
- 広見変電所（中間変電所）（北宇和郡鬼北町）
- 宇和島変電所（中間変電所）（宇和島市）
- 菊間国家石油備蓄基地（平成16年（2004年）1月現在：備蓄施設容量約150万kl中約142万klを備蓄）（今治市）
- 波方国家石油ガス備蓄基地（2013年完成。プロパン、ブタンの両計45.0万tを備蓄)（今治市）
- 太陽石油四国事業所（原油処理能力は日量12.0万バレル）（今治市）
- コスモ松山石油（油槽所として使用中）（松山市）
- 三菱液化ガス波方輸入基地（波方ターミナル、LPG貯蔵量約18万トン）（今治市）
- 住友化学愛媛工場（新居浜市）
- 帝人松山事業所（化学繊維の一大生産拠点）（松山市）
- 大王製紙三島工場（製紙量日産1.3万トン。板紙生産単一工場としては日本最大）（四国中央市）
- 西瀬戸自動車道（瀬戸内しまなみ海道）